# Rolly

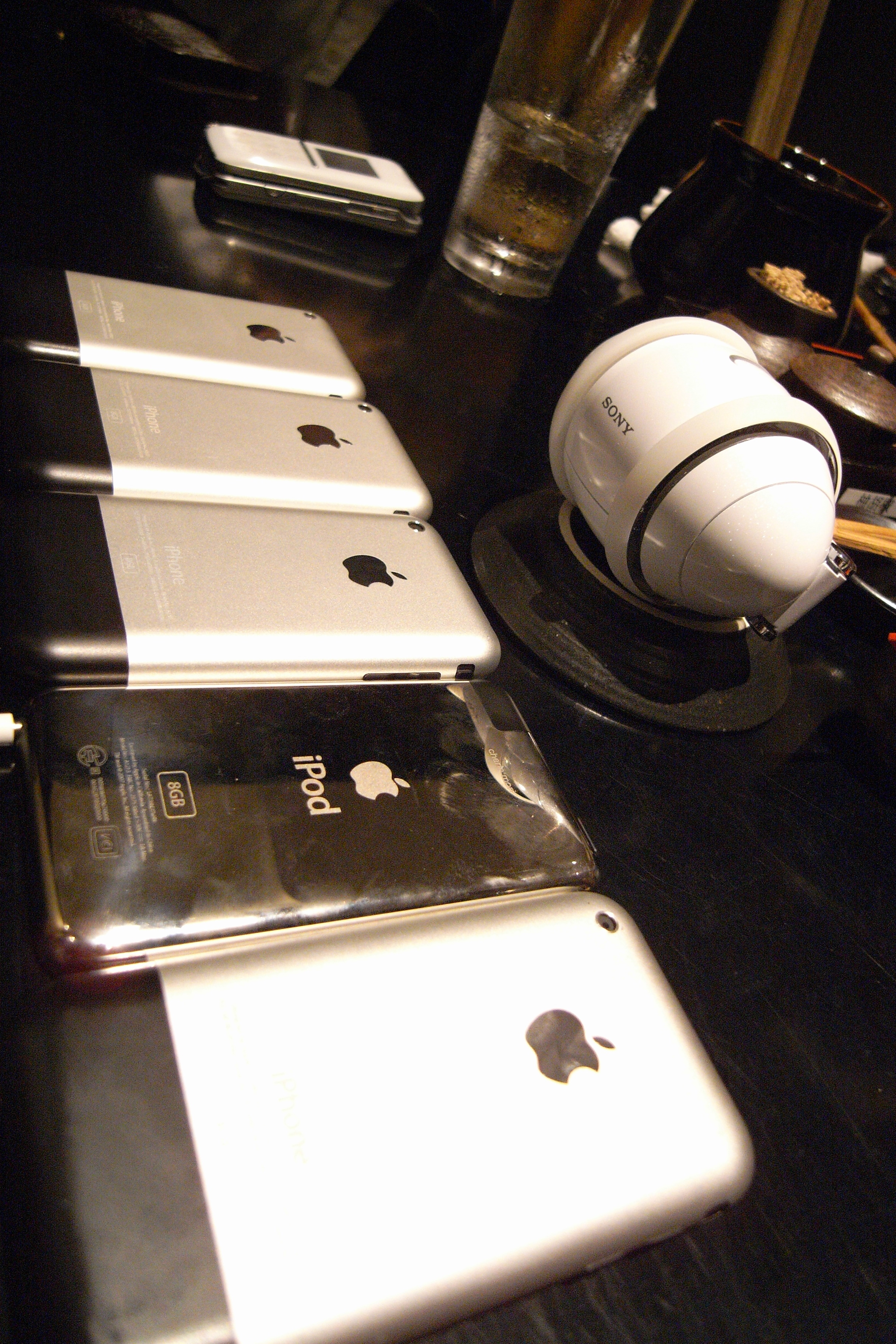
A destra il Sony Rolly

Rolly è un lettore musicale portatile realizzato da Sony Corporation.

## Descrizione
Caratteristica principale di Rolly è la possibilità del dispositivo di danzare a ritmo di musica. È dotato infatti di 6 parti mobili (ruote, braccia e spalle) che funzionano in sincronia. Inoltre dispone di due anelli laterali di luce, capaci di emettere oltre 700 colori diversi.
Rolly rileva i comandi dell'utente tramite il movimento: per alzare e abbassare il volume basta muovere una ruota, per cambiare brano agire sull'altra ruota, per passare alla riproduzione casuale basta scuoterlo.
Il 20 agosto 2007, Sony ha lanciato una prima campagna pubblicitaria per il prodotto. Il 2 settembre l'annuncio è diventato il terzo più popolare video di YouTube, con 123.000.000 di opinioni. Il prodotto è stato inaugurato il 20 settembre 2007, ed è stato commercializzato in Giappone il 29 settembre
Attualmente è in vendita presso il SonyStyle negli Stati Uniti d'America per $399.99 USD. A disposizione in nero e in bianco. 
Sony offre una serie di accessori, comprese le "braccia" in diversi colori.

## Caratteristiche e specifiche tecniche
- Diffusori stereo con magneti al neodimio
- Supporta lo streaming wireless via Bluetooth
- Autonomia di riproduzione di 5 ore
- 2 GB di memoria
- Disponibile nero o bianco.
- Dimensioni 104x65x65 millimetri
- Peso: 300 grammi con la batteria inclusa,
- File supportati: MP3 (bitrate da 32 a 320 Kbps) e AAC senza DRM (bitrate variabile da 16 a 320 Kbps).